# Liberi tutti!
Liberi tutti! è stato un programma televisivo italiano di genere varietà e game show, andato in onda in prima serata su Rai 2 dal 23 ottobre al 6 novembre 2023 per tre puntate con la conduzione di Bianca Guaccero e con la partecipazione di Peppe Iodice e dei Gemelli di Guidonia.

## Il programma
Il programma, definito comedy show e realizzato dalla direzione intrattenimento prime time della Rai in collaborazione con Triangle Production, era ispirato al mondo delle escape room, in cui venivano proposti vari giochi e prove.

### Meccanismo
Ogni puntata vedeva diversi personaggi del mondo dello spettacolo che si mettevano alla prova utilizzando astuzia, ingegno, forza fisica e destrezza per risolvere vari enigmi, misteri, rompicapi e tranelli in modo da riuscire a trovare la via di fuga da una stanza con ambientazioni tematiche sempre diverse per uscire dalle stanze e una volta fuori dall'escape room dovranno scoprire la frase misteriosa del gioco finale. È presentato presso l'Auditorium Rai di Napoli, in cui sono state allestite quattro escape room con quattro diverse ambientazioni: dalla taverna dei pirati alla foresta tropicale, dall'interno di una navicella spaziale all'ufficio delle poste, dal castello di Dracula al museo della palla.

## Edizioni
| Edizione | Anno | Conduzione      | Periodo         | Periodo         | Puntate | Presenze fisse | Presenze fisse        | Regia           | Studio                   |
| Edizione | Anno | Conduzione      | Inizio          | Fine            | Puntate | Presenze fisse | Presenze fisse        | Regia           | Studio                   |
| -------- | ---- | --------------- | --------------- | --------------- | ------- | -------------- | --------------------- | --------------- | ------------------------ |
| 1ª       | 2023 | Bianca Guaccero | 23 ottobre 2023 | 6 novembre 2023 | 3       | Peppe Iodice   | I Gemelli di Guidonia | Stefano Sartini | Auditorium Rai di Napoli |

## Puntate e ascolti

### Prima edizione (2023)
La prima edizione di Liberi tutti! è andata in onda ogni lunedì in prima serata su Rai 2 dal 23 ottobre al 6 novembre 2023 per tre puntate con la conduzione di Bianca Guaccero e con la partecipazione di Peppe Iodice e dei Gemelli di Guidonia. Inizialmente, in tutto erano previste sei puntate, ma a causa dei bassi ascolti ottenuti è stato deciso di interrompere il programma dopo solo tre puntate.
| Puntata | Messa in onda   | Ascolti        | Ascolti | Ascolti | Ospiti |
| Puntata | Messa in onda   | Telespettatori | Share   | Fonte   | Ospiti |
| ------- | --------------- | -------------- | ------- | ------- | --- |
| 1       | 23 ottobre 2023 | 550 000        | 3,18%   | [ 25 ]  | Ale e Franz, Elenoire Casalegno, La Mario, Maurizio Casagrande, Simone Montedoro                                        |
| 2       | 30 ottobre 2023 | 438 000        | 2,60%   | [ 27 ]  | Antonella Elia, Matranga, Minafò, Paolo Conticini, Pozzoli Family                                                       |
| 3       | 6 novembre 2023 | 442 000        | 2,50%   | [ 29 ]  | Giulia Salemi, Gianluca "Scintilla" Fubelli, Gianluca Impastato, Giovanni Cacioppo, Stefania Orlando, Vincenzo Comunale |
| Media   | Media           | 476 000        | 2,76%   |         | |

## Audience
| Edizione | Rete televisiva | Anno | Stagione | Programmazione | Programmazione | Programmazione | Programmazione | Programmazione | Programmazione | Programmazione | Collocazione | Media auditel  | Media auditel | Premiere       | Premiere | Finale         | Finale |
| Edizione | Rete televisiva | Anno | Stagione | L              | M              | M              | G              | V              | S              | D              | Collocazione | Telespettatori | Share         | Telespettatori | Share    | Telespettatori | Share  |
| -------- | --------------- | ---- | -------- | -------------- | -------------- | -------------- | -------------- | -------------- | -------------- | -------------- | ------------ | -------------- | ------------- | -------------- | -------- | -------------- | ------ |
| 1ª       | Rai 2           | 2023 | autunno  |                |                |                |                |                |                |                | Prima serata | 476 000        | 2,76%         | 550 000        | 3,18%    | 442 000        | 2,50%  |